# ماتریس طرح
یک ماتریس طرح (به انگلیسی: design matrix) یا ماتریس مدل یا ماتریس رگرسور در آمار و مخصوصا تحلیل رگرسیون، که معمولا با X نمایش داده می‌شود، یک ماتریس از مقادیر متغیرهای تبیینی از یک مجموعه از اشیاء است. هر ردیف یک شیء منفرد را نشان می‌دهد، که ستون‌های پشت سرهم آن متناظر با متغیرها و مقایر به‌خصوص برای آن شیء است. ماتریس طرح در مدل‌های آماری معین استفاده می‌شوند، مثل مدل خطی عمومی. این ماتریس می‌تواند هم شامل متغیرهای نشانگر (صفر و یک) باشد که نشان‎دهنده عضویت در گروه در یک تحلیل واریانس است و هم شامل مقادیر متغیرهای پیوسته باشد.
ماتریس طرح شامل داده روی متغیرهای مستقل (که به آن متغیر تبیینی هم می‌گویند)، در یک مدل آماری که هدف آن تبیین داده مشاهده شده روی یک متغیر پاسخ است (که معمولا متغیر وابسته نامیده می‌شود). نظریه مرتبط این مدل‌ها از ماتریس طرح به عنوان ورودی به یک جبر خطی  استفاده می‌کند. مثلا رگرسیون خطی را ببینید.  یک ویژگی قابل ذکر از مفهوم یک ماتریس طرح آن است که توانایی نمایش تعدادی از طرح‌های آزمایشی مختلف و مدل‌های آماری مختلف را دارد، مثل آنووا، آنکووا و رگرسیون خطی.